# Hopepunk

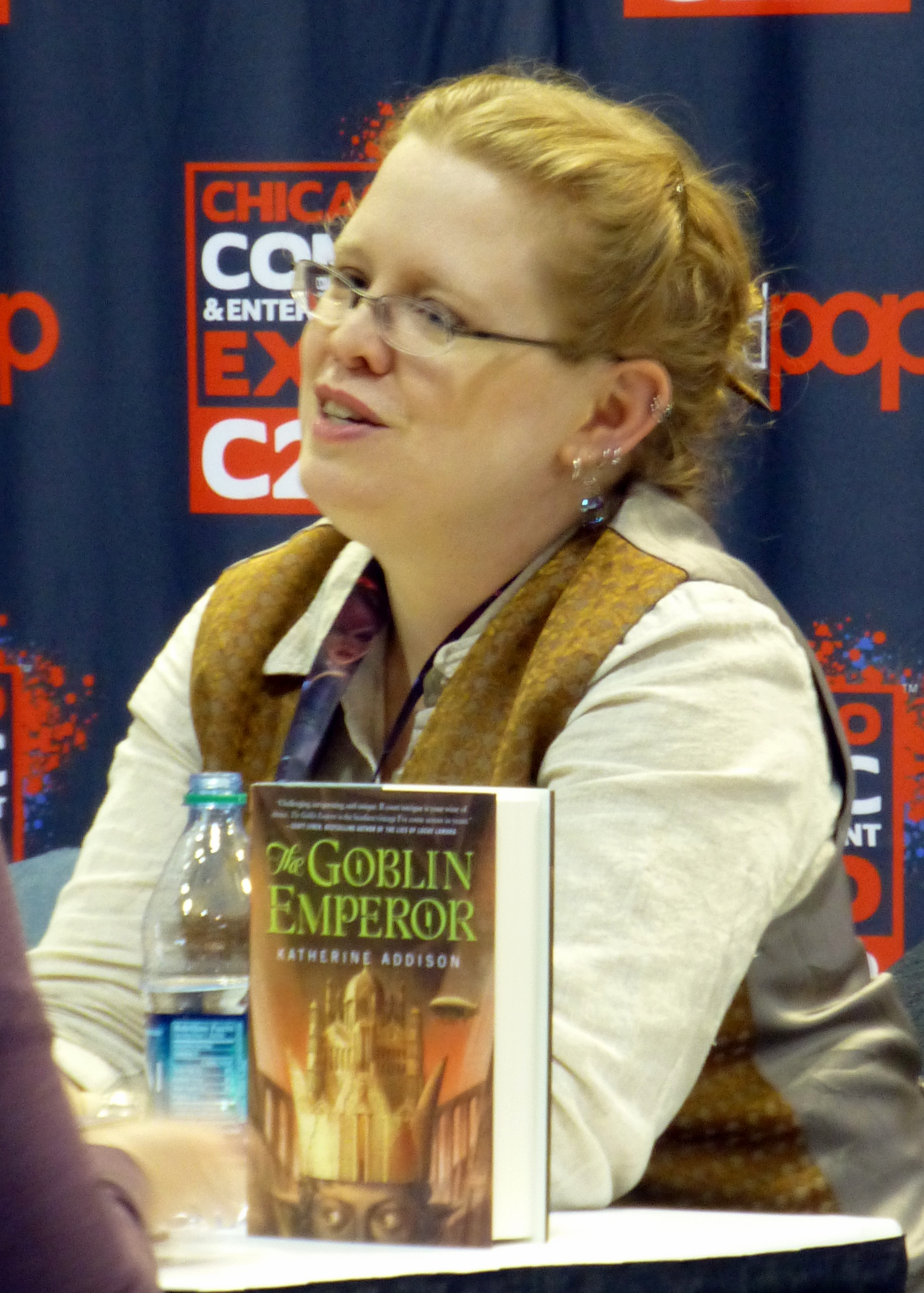
Le roman The Goblin Emperor, publié en 2014 par Sarah Monette sous le nom de plume Katherine Addison, est considéré comme emblématique du genre hopepunk.

Le hopepunk (composé des mots anglais hope, signifiant « espoir », et punk) est un sous-genre des littératures de l'imaginaire, qui est conçu comme l'opposé des dystopies des sous-genres grimdark et cyberpunk. Les œuvres de ce sous-genre traitent de personnages qui luttent pour un changement positif, en coopérant avec une solidarité et une bienveillance radicales pour apporter des solutions communautaires aux problèmes.

## Origine
En 2017, l'auteure de fantasy Alexandra Rowland (en) a proposé le terme hopepunk pour nommer un sous-genre opposé aux dystopies amorales ou violentes du grimdark,. Sa publication initiale sur le réseau social Tumblr, « Le contraire du grimdark est le hopepunk. Diffusez-le », a suscité plus de 50 000 réactions,.
Rowland a développé le concept dans un article sur le sujet intitulé « One Atom of Justice, One Molecule of Mercy, and the Empire of Unsheathed Knives » (Un atome de justice, une molécule de miséricorde et l'empire des couteaux dégainés) en y expliquant que le hopepunk « dit que la gentillesse et la douceur ne sont pas synonymes de faiblesse, et que dans ce monde de cynisme brutal et de nihilisme, être gentil est un acte politique. Un acte de rébellion ».
Au fur et à mesure que de plus en plus de personnes se sont intéressées au concept, la définition du hopepunk a été affinée. Il est généralement admis que l’esthétique du hopepunk incorpore une atmosphère bienveillante, un optimisme conscient et assumé, une vision du monde selon laquelle la lutte pour des systèmes sociaux positifs est un combat qui en vaut la peine : l’accent est mis sur la coopération plutôt que sur le conflit, et la dimension contestataire exprimée par le terme "punk" est moins souvent mise en avant que la dimension positive exprimée par le terme "hope" (espoir). Par exemple, en 2021, l'autrice Becky Chambers a décrit ainsi son processus de création de récits hopepunk : « Vous regardez le monde tel qu'il est, avec toute sa sinistrose et toute sa tragédie, et vous dites : « Non, je crois que ça peut être mieux ». Pour moi, c'est punk à mort ».
Les œuvres hopepunk sont souvent associées à la conscience que les fins heureuses ne sont pas garanties et que rien n'est permanent mais que l'effort pour obtenir des améliorations vaut quand même la peine d'être réalisé : il met en scène et valorise l'activisme politique, « la lutte pour un monde meilleur et l'action quelle qu'en soit l'issue ». Selon une synthèse des avis publiés sur le hopepunk, il « offre un sentiment de communauté et d'appartenance, ainsi qu'un moyen de faire face à des circonstances difficiles et d'imaginer des futurs alternatifs [...et il offre ainsi] une perspective de l'avenir fondée sur l'empathie et la communauté plutôt que sur la peur et le pessimisme ».

## Description
Les différents sous-genres littéraires désignés comme punk sont liés par l’idée de rébellion et de révolution sociale. Ainsi, parmi les littératures de l'imaginaire, le hopepunk explore la résistance et la résilience contre l'apathie et le cynisme. Le hopepunk est associé à des œuvres telles que des livres, des films et des émissions de télévision qui révèlent l'espoir face aux défis et agissent comme un contrepoids au pessimisme. Comme l'a décrit l'autrice Susan Kaye Quin en août 2020, juste après le confinement du début de la pandémie de Covid-19 : « Créer du hopepunk à une époque où les choses sont difficiles, où tout est terrifiant, et où le monde est en danger... c'est de là qu'est né ce genre. C'est le cri de l'accouchement, le cri du nouveau-né, la promesse d'une nouvelle vie ».
La chercheuse Elin Kelsey le décrit comme « un récit de résistance positive » et le distingue du genre noblebright, qui part également du principe qu'il existe de bons combats qui valent la peine d'être menés, mais qui les présente comme tous gagnables,, contrairement au hopepunk, où l'issue des luttes n'est pas systématiquement favorable ; de plus, alors que le noblebright est centré sur le récit d'un héros, le hopepunk met davantage en scène l'effort collectif.
Rowland a souligné que la colère fait également partie du hopepunk, affirmant que « parfois, la chose la plus gentille que vous puissiez faire pour quelqu'un est de tenir tête à un tyran en son nom, et cela demande du courage et de la rage ». Décrivant initialement un sous-genre, son utilisation s'est étendue pour désigner les motivations, le ton narratif ou les perspectives des auteurs. Les rédacteurs d'Uncanny Magazine le définissent comme une « empathie radicale » et une « gentillesse radicale », en le contrastant avec le désespoir du grimdark. Rowland a écrit que « le hopepunk n'est pas immaculé et sans tache. Le hopepunk est sale, parce que c'est ce qui arrive quand on se bat ». Bien qu'ils puissent décrire des événements horribles, des injustices et des inégalités, les récits de Hopepunk mettent en scène des personnages qui choisissent d'agir, rejetant le pessimisme et la passivité. Les traits humains positifs et la communauté contribuent aux solutions.
Les récits associés au hopepunk rejettent le fatalisme et le cynisme du grimdark. Les personnages de Hopepunk ne cèdent pas au défaitisme et croient en la possibilité d'améliorer des situations difficiles, choisissent de lutter pour y parvenir et sont motivés par des motifs nobles. Certains critiques et fans ont considéré les prix Hugo et Nebula décernés à Vers les étoiles (The Calculating Stars) de Mary Robinette Kowal comme une reconnaissance de la littérature hopepunk par l'industrie culturelle.
Le hopepunk, en réaction à des décennies de science-fiction dystopique et nihiliste, explore comment la bonté et l'optimisme peuvent être des actes de rébellion. Les récits hopepunk sont portés par un profond souci de bienveillance et par la volonté de lutter pour une cause juste. Les univers décrits dans les œuvres hopepunk ne sont pas nécessairement utopiques ni même porteurs d’espoir ; le genre s’exprime dans la manière dont les personnages abordent les problèmes.

## Popularisation
Le hopepunk est né pendant une période sociopolitique difficile, qui a entraîné le développement d'un vaste mouvement de self-care (en) axé sur la recherche du bien-être et de la solidarité communautaire. Selon de nombreuses analyses du genre, la perception souvent négative de l’état du monde dans les années 2010 et 2020, marquée par les conséquences du changement climatique, les pandémies, les crises sociales, économiques et géopolitiques, ou encore les meurtres terroristes de masse, a provoqué une baisse des ventes de fictions dystopiques pour jeunes adultes et attiré davantage de lecteurs vers le hopepunk.
En mai 2018, la conférence Nebula (en) a présenté un panel d'œuvres hopepunk. Vox a décrit le troisième prix Hugo de N.K. Jemisin en 2018 comme un activisme réel en faveur du hopepunk, reconnaissant les thèmes de l'humanité et de l'amour dans son travail. En 2018, Cat Rambo, alors présidente de l'association des écrivains de science-fiction et de fantasy d'Amérique, a déclaré que cette année-là davantage de nommés pour les prix Nebula comportaient des « éléments forts et agréables » que les années précédentes.
Destiné à décrire un sous-genre littéraire, le terme a été utilisé pour décrire des films, la politique, la religion et les activités quotidiennes. Ce terme a été popularisé dans des discussions sur « tout, de la politique à la grossesse », selon Jim McDermott, rédacteur en chef adjoint du magazine America, qui affirme que le fondement de la foi catholique est une forme de hopepunk.
En 2019, la BBC a alloué 150 000 £ aux podcasts hopepunk. Jason Phipps, directeur de la BBC, affirme que les gens veulent « des personnages détaillés et diversifiés qui n'ont pas peur de se battre pour quelque chose, choisissant l'espoir même lorsque les choses sont sombres ».
Un article publié dans l'International Journal of Educational Technology in Higher Education décrit le hopepunk comme un mouvement visant à « spéculer, changer et améliorer le monde et son avenir en mettant l'accent sur l'optimisme, la coopération, la construction de la communauté, le rejet de l'apathie et l'incarnation de l'espoir radical » et défend son approche pour orienter l'avenir de l'enseignement supérieur.

## Critiques
Dans une interview, la journaliste et auteure Annalee Newitz a contesté que le hopepunk soit un genre, affirmant que « tout type d'histoire peut contenir des éléments de hopepunk » et que le hopepunk est simplement l’opposé de l’apathie.
Lee Konstantinou, professeur associé de littérature anglaise à l'Université du Maryland, est également sceptique sur la pertinence de ce genre : « On ne peut pas se contenter de décrire un monde imaginaire ravagé par une catastrophe environnementale, une guerre ou une oppression, puis y ajouter un peu d'espoir à la fin. L'espoir doit être gagné ».
Certains critiques ont qualifié le hopepunk de « pieux », de « sentimental » et de « micro-esthétique avec des ambitions marketing ».

## Exemples

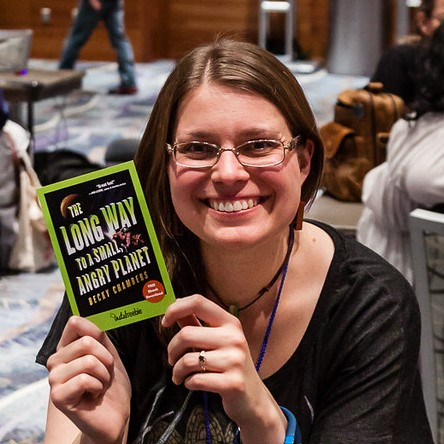
L'Espace d'un an, publié en 2014 par Becky Chambers, est un des best-sellers associés au genre hopepunk.

The Goblin Emperor de Katherine Addison a été décrit comme le « roman de fantasy hopepunk par excellence ». Parmi les récits de littératures de l'imaginaire qui ont été associés au hopepunk on peut notamment citer la série de romans et nouvelles Lady Astronaute de Mary Robinette Kowal, les séries Les Voyageurs et Histoires de moine et de robot de Becky Chambers, (et de manière plus générale l'ensemble des œuvres du sous-genre solarpunk), la saga Harry Potter de J.K. Rowling, et la trilogie Le Seigneur des anneaux de J.R.R. Tolkien,.
Au-delà de la littérature, le terme hopepunk a été associé à des émissions de télévision, des films et des personnages de fiction. Le site Den of Geek l'utilise par exemple pour des films tels que Snowpiercer (lorsque Curtis fait exploser le train), Mad Max: Fury Road (lorsque Max et Furiosa retournent à la Citadelle) et The Expanse (lorsque Naomi permet à des réfugiés désespérés de Ganymède de monter à bord du Rocinante). D'autres l'associent aux personnages fictifs Jean-Luc Picard dans la franchise Star Trek et Doctor Who.